# Super Mario 3D Land
Super Mario 3D Land (jap. スーパーマリオ3Dランド Sūpā Mario Surī Dī Rando) – komputerowa gra platformowa z serii Super Mario, stworzona przez Nintendo EAD Tokyo we współpracy z Brownie Brown na konsolę Nintendo 3DS. Jest to pierwsza gra Mario na tę konsolę. Została ujawniona na konferencji Nintendo podczas GDC w 2011. Miała ona premierę w listopadzie tego samego roku, a rok później pojawiła się w sprzedaży w sklepie Nintendo eShop. Wyreżyserowana przez Koichi Hayashidę, wykorzystuje efekt stereoskopowego 3D. Sequel, Super Mario 3D World, jest dostępny na Wii U oraz Nintendo Switch.
Super Mario 3D Land jest mieszanką tradycyjnej rozgrywki w dwuwymiarze z nowoczesną, trójwymiarową mechaniką znaną chociażby z Super Mario 64 czy Super Mario Galaxy. W grze pojawiają się również nowe elementy, na przykład nowe power-upy czy nowa mechanika rozgrywki. Główny wątek fabularny jest praktycznie identyczny jak w poprzednich odsłonach Mario: gracz ratuje księżniczkę Peach z rąk Bowsera. Gra zawiera 96 różnych poziomów rozłożonych po 16 światach.
Gra została bardzo dobrze przyjęta zarówno przez graczy, jak i przez recenzentów, którzy zachwalali kreatywność rozgrywki oraz projekt gry, jednak wykorzystanie trójwymiaru w grze spotkało się z mieszanymi opiniami. Super Mario 3D Land osiągnął komercyjny sukces i został sprzedany w 8,29 milionach sztuk (stan na 31 marca 2013), stając się najlepiej sprzedającą się grą na Nintendo 3DS. 3D Land został również pierwszą grą na Nintendo 3DS, która przebiła pułap 5 milionów sprzedanych sztuk.

## Rozgrywka
Super Mario 3D Land to platformówka, która według Shigeru Miyamoto, jest „3D Mario, w którą się gra jak w 2D Mario”. Jak było wspomniane wcześniej, gra jest mieszanką elementów z tradycyjnego dwuwymiarowego Mario (liniowe plansze), z nowoczesną rozgrywką z trójwymiarowych odsłon (otwarty świat, poruszanie się w trzech wymiarach).
Podobnie do klasycznych odsłon przygód Mario, gdy hydraulik zostanie zaatakowany, kurczy się do swojej mniejszej wersji, a gdy zrani się po raz drugi, tracimy jedno życie. Mario nauczył się również dwóch nowych ruchów: beczka (turlanie się) oraz skok podczas robienia beczki. Oba są wykorzystywane między innymi do niszczenia klocków, a nowy skok pomoże graczowi pokonać znaczną odległość podczas jednego skoku. W Super Mario 3D Land, podobnie jak w pierwszej odsłonie Super Mario Bros., istnieje tutaj limit czasowy na planszę, oraz kończą się one masztem z flagą, na który trzeba skoczyć przed upływem czasu, by ukończyć poziom.
Gra oferuje kilka tradycyjnych dopałek jak Super Mushroom (w tekście będą stosowane angielskie nazwy power-upów), Fire Flower, Starman, jak i kilka nowości. Najważniejszą z nich jest Tanooki Suit, zdobywany poprzez wzięcie Super Leaf. Jest to tradycyjny kostium z Super Mario Bros. 3, jednak dopiero w Super Mario 3D Land, ta dopałka wróciła do serii. Jest to najczęściej używany power-up, obecny jest nawet na okładce gry. Umożliwia szybowanie w powietrzu (spowolniony spadek), jak i atak ogonem. W późniejszych etapach gry dochodzi możliwość zamiany w statuę, która czyni nas chwilowo nietykalnymi.
Innymi power-upami dostępnymi w grze, jest np. Boomerang Flower, umożliwiający nam rzucanie bumerangu, Propeller Box, sprawiający, że możemy wznosić się wysoko w górę i powoli opadać czy Prize Box, dający nam monety za bieganie z pudełkiem na głowie.
Zawsze mamy dostęp do jednej nadmiarowo zebranej dopałki na ekranie dotykowym, którą możemy uaktywnić w dowolnym czasie (podobnie jak w New Super Mario Bros. na konsolę Nintendo DS).
Nintendo, kontynuując zapoczątkowany w New Super Mario Bros. Wii model pomocy niedzielnym graczom, w Super Mario 3D Land oferuje, po 5 zgonach na jednej planszy Invincibility Leaf, który pełni takie same funkcje jak zwykły Super Leaf, z tą różnicą, że Mario przywdziewa biały strój Tanooki i jest całkowicie nietykalny (działa tak samo jak Starman), przez całą planszę, dla wszystkich wrogów. Jednak, kiedy gracz będzie nadal miał problemy z ukończeniem levela, po 10 zgonach, pojawia się P-Wing, który automatycznie teleportuje gracza prosto pod maszt z flagą.
Na każdej planszy są do zdobycia trzy ukryte monety, tzw. Star Medals, których odpowiednia sumaryczna liczba jest wymagana, by odblokować konkretne plansze w grze. Na mapie gry możemy dostać się do domu Toada, u którego dostaniemy dodatkowy power-up, możemy wejść do Magic Boxa, w którym możemy zdobyć dodatkowe Star Medals.
Po jednokrotnym przejściu gry, odblokowuje się dodatkowe 8 specjalnych światów, będących zazwyczaj trudniejszą odmianą normalnych plansz w grze. Pojawiają się utrudnienia na przykład w postaci mocno skróconego limitu czasowego, czy goniącego naszą postać Cosmic Mario, z którym kontakt jest dla Mario śmiertelny. Dodatkowo, po przejściu ostatniej planszy na 1 specjalnym świecie spowoduje odblokowanie Luigiego, którym można grać zamiast Mario.
Super Mario 3D Land wykorzystuje efekt stereoskopowego 3D, umożliwiając widzenie głębi ekranu. Chociaż gra nie wymaga, by ten efekt był włączony, niektóre bonusowe pomieszczenia na planszach są tak skonstruowane, że bez włączonego trybu 3D, ciężko je ukończyć. Gra korzysta również z wbudowanego w konsolę żyroskopu do celowania armatą czy lornetką. Gra używa też Street Passa, do wymiany Mystery Boxów oraz do zdobycia dodatkowego domku Toada.

## Fabuła
Podczas silnej burzy, "ogoniaste" drzewo o nazwie "Tail Tree", które stoi na placu przy zamku księżniczki Peach, zostaje pozbawione swoich liści. Liście te, które okazują się być Super Leafami, tak naprawdę zostały skradzione przez Bowsera, który użył ich do uzbrojenia swojej armii w ogony Tanooki. Początkowo nieświadomi sytuacji Mario i Toady sprawdzili rano stan drzewa, kiedy na miejscu odkryli zdjęcie, które zostawił Bowser. Okazało się, że (jak zwykle) uprowadził księżniczkę. Mario ruszył na ratunek Peach. Po pokonaniu szeregu wrogów (w tym Boom-Booma (pochodzącego z Super Mario Bros. 3) Pom-Pom oraz Bowsera), Mario w końcu ratuje królewnę i wraz z Toadami wracają do zamku, gdzie, dzięki czynom Mario, Tail Tree znów obrodziło w liście. Gdy hydraulik siedział na jednej z gałęzi razem z Peach, nowe zdjęcie spadło na ziemię, ukazujące Luigiego za kratami więzienia i wołającego o pomoc. Mario więc ponownie wyruszył w podróż na ratunek, tym razem, swojemu bratu. Po uratowaniu Luigiego i pokonaniu głównego antagonisty, okazuje się, że ten, ponownie, porwał królewnę. Mario po raz ostatni ratuje Peach i tym razem mamy koniec gry.

## Produkcja
Super Mario 3D Land zostało stworzone przez Nintendo EAD Tokyo, zespół odpowiedzialny za Super Mario Galaxy i Super Mario Galaxy 2, we współpracy z Brownie Brown, innym oddziałem Nintendo. Reżyserem gry był Koichi Hayashida (reżyserował również Galaxy 2), zespół odpowiedzialny za muzykę to: Asuka Hayazaki, Mahito Yokota, Sigetoshi Gohara oraz Takeshi Hama. Produkcja gry trwała dwa lata, poczynając od zespołu składającego się z dwóch ludzi, a na 30 kończąc. Gra została zapowiedziana przez Shigeru Miyamoto w listopadzie 2010 roku, ogłaszając, że trwają jednoczesne prace nad nową 3D jak i 2D grą z Mario na konsolę Nintendo 3DS. Miyamoto opisał Super Mario 3D Land jako "całkowicie nową" i skrzyżowanie Super Mario Galaxy z Super Mario 64.